# VEB Gubener Wolle

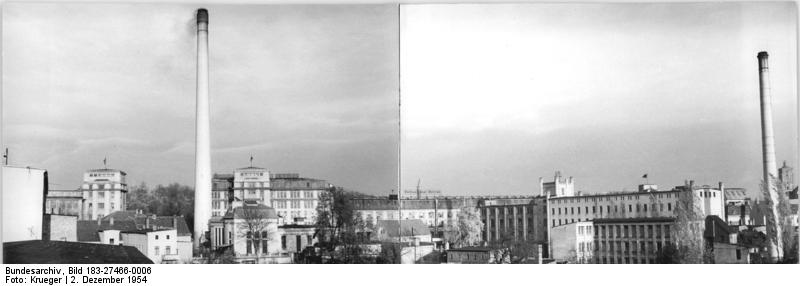
VEB Gubener Wolle

Unter der Firma Gubener Wolle wurden ab 1948 mehrere private Textilunternehmen in Guben  zusammengeschlossen und 1953 als Volkseigener Betrieb (VEB) verstaatlicht.
Der VEB Gubener Wolle gehörte ab 1948 der Vereinigung Volkseigener Betriebe (VVB) Spinnweber Cottbus, ab 1958 deren Nachfolgerin VVB Volltuch Cottbus und ab 1970 dem VEB Textilkombinat Cottbus an.

## Geschichte
Im Jahre 1885 wurde die Firma Carl Lehmann’s Wwe. & Sohn gegründet. 1890 errichteten die Textilfabrikanten Otto Lehmann und Albert Richter, Senior, auf dem Gelände Alte Poststraße/Ecke Uferstraße ein Fabrikgebäude, in dem Ende desselben Jahres die größte Tuchfabrik Gubens mit 50 Webstühlen die Produktion aufnahm. Nach dem Tod von Otto Lehmann 1904 übernahm Arthur Engel dessen Firmenanteile. 1908 trat Max Franke als weiterer Teilhaber in das Unternehmen ein. 1925 wurde ein fünfgeschossiger, 40 Meter langer Anbau an das Fabrikgebäude errichtet und 1930 der Betrieb als Volltuchfabrik aufgenommen, in dem alle Produktionsstufen der Textilindustrie verrichtet werden konnten.
Nach dem Tod von Albert Richter sen. übernahm dessen Sohn Albert, Junior, die Unternehmensanteile und heiratete die Tochter von Arthur Engel, nach dessen Tod sein Sohn Heinz die Nachfolge antrat. 1938 übernahm Carl Ernst Lehmann durch Arisierung die Firma Reißner, Wohl & Co GmbH, die unter dem Firmennamen Reißner, Wohl und Co. Nachf. weitergeführt wurde. Bis zur Einstellung der Textilproduktion 1942 verfügte das Unternehmen über 250 Webstühle und war mit 1200 Beschäftigten führender Hersteller von Mantelstoffen. Bis Kriegsende ließen die Unternehmen Lorenz AG und Bauer AG feinmechanische Flugzeugteile durch jüdische Zwangsarbeiter in den Werkshallen fertigen.
Im Jahr 1945 übernahm Albert Richter, Junior, auf Anordnung der sowjetischen Besatzungsmacht die Produktionsleitung der wiederaufgenommenen Textilproduktion, die fast ausschließlich als Reparationsleistung an die Rote Armee ging.
1948 wurden die Tuchfabrik C. Lehmann’s Wwe. & Sohn (seitdem Werk I) und die Fa. Reißner, Wohl & Co Nachf. (seitdem Werk III) zur Fa. Gubener Wolle zusammengeschlossen. 1951 wurde der VEB Feintuchfabrik Klostermühle (ehemals die von William Cockerill, Junior gegründete Tuchfabrik F.M. Huschke) als Werk II angegliedert. 1952 wurden Albert Richter und Max Franke wegen angeblicher Wirtschaftsvergehen verurteilt, konnten aber beide in den Westen fliehen. Die Textilfabrik Gubener Wolle wurde 1953 wurde der Betrieb Lehman & Richter verstaatlicht und dem VEB als Werk IV angeschlossen. Der VEB (K) Tuchfabrik Guben (vormals Salefski & Rabe) wurde 1959 übernommen. Im Rahmen einer Modernisierung der Produktionsanlagen in den 1960er Jahren wurde das Werk III aufgelöst.
Am 30. Juni 1990 wurde der VEB Gubener Wolle aufgelöst und als Gubener Wolle GmbH privatisiert. Zwei Jahre später ging die Gesellschaft in Konkurs und wurde abgewickelt.

## Produktion
Mitte der 1960er Jahre nahm der VEB Gubener Wolle den fünften Rang unter den Wolltuchfabriken im Bezirk Cottbus ein und stellte überwiegend Streich- und Halbkammgarngewebe mit unterschiedlichen Wollanteilen her. Des Weiteren wurde 1962 die Herstellung von Steppwatte sowie verschiedener Heimtextilien aufgenommen. Später kamen Malimo, Filze für die Textil- und Lederindustrie und die KfZ-Produktion des Trabant hinzu. In dieser Zeit wurden etwa 750 bis 800 Mitarbeiter beschäftigt, davon zwei Drittel Frauen.

## Nachnutzung
Die leerstehenden ehemaligen Fabrikgebäude in der Alten Poststraße 9–10 stehen unter Denkmalschutz,  die Deutsche Digitale Bibliothek weist das gesamte Objekt in seiner Liste des kulturellen und  wissenschaftlichen Erbes Deutschlands auf.
Die Stadt Guben und das Fachgebiet Stadtmanagement der Brandenburgischen Technischen Universität Cottbus-Senftenberg organisierten zusammen mit dem Forschungsprojekt Altersinnovation am 15. September 2023 eine „Impulswerkstatt“ als Ideenschmiede für das Gebäude D in der Alten Poststraße 10, Titel: Was ist, was kann werden.
Die des Weiteren zum ehemaligen VEB gehörenden Werksgebäude II und III werden vom Ingenieurbüro Bärmann und Partner in einer Referenzliste  als Abrissojekte der Gubener Beschäftigungs- und Sanierungsgesellschaft aufgeführt.